# Thomas Sprat
Ne doit pas être confondu avec Thomas Abel Brimage  Spratt.
Pour les articles homonymes, voir Spratt.
Thomas Sprat (né en 1635 - mort le 20 mai 1713) est un évêque anglican, poète et scientifique anglais de la fin du XVIIe siècle.

## Biographie
Après être entré dans les ordres, Sprat devint prébendaire en 1660 à la cathédrale de Lincoln, dans le Lincolnshire. L'année précédente, il avait acquis une réputation d'homme de lettres grâce à son poème To the Happie Memory of the most Renowned Prince Oliver, Lord Protector, dédié comme son nom l'indique au lord-protecteur Oliver Cromwell.
Ses principales œuvres en prose sont les Observations sur le Voyage en Angleterre de Monsieur de Sorbier en 1665 (une réponse satirique à l'écrit corrosif de Samuel Sorbière sur les Anglais) et une Histoire de la Royal Society de Londres en 1667, une institution que Sprat avait aidé à fonder. Ce texte, à lui seul, résume brillamment les principales exigences de la rationalité scientifique, qui allait tant prospérer au XVIIIe siècle.
En 1669, Sprat devint chanoine à l'abbaye de Westminster, et en 1670 recteur à Uffington, dans le Lincolnshire. Il fut ensuite chapelain auprès de Charles II d'Angleterre, curé à l'église Sainte-Margaret de Westminster, chanoine à Windsor dans le Berkshire, puis en 1683 doyen de Westminster et évêque de Rochester dans le Kent.